# Webová prezentace
Webová prezentace je speciální případ webové stránky. Je tvořena zejména prostřednictvím značkovacího jazyka Html, kaskádových stylů Css a JavaScriptu, který ji obohacuje o efekty a interakci s uživatelem. Slouží jako alternativa k běžným prezentacím vytvářeným pomocí programů Microsoft PowerPoint, OpenOffice.org Impress, Adobe After Effects aj. Oproti nim však nevyžaduje instalaci žádných nástrojů, může být vytvořena v obyčejném textovém editoru.
Prezentace se spouští v Internetovém prohlížeči. Díky tomu jsou dostupné také mobilních zařízeních.

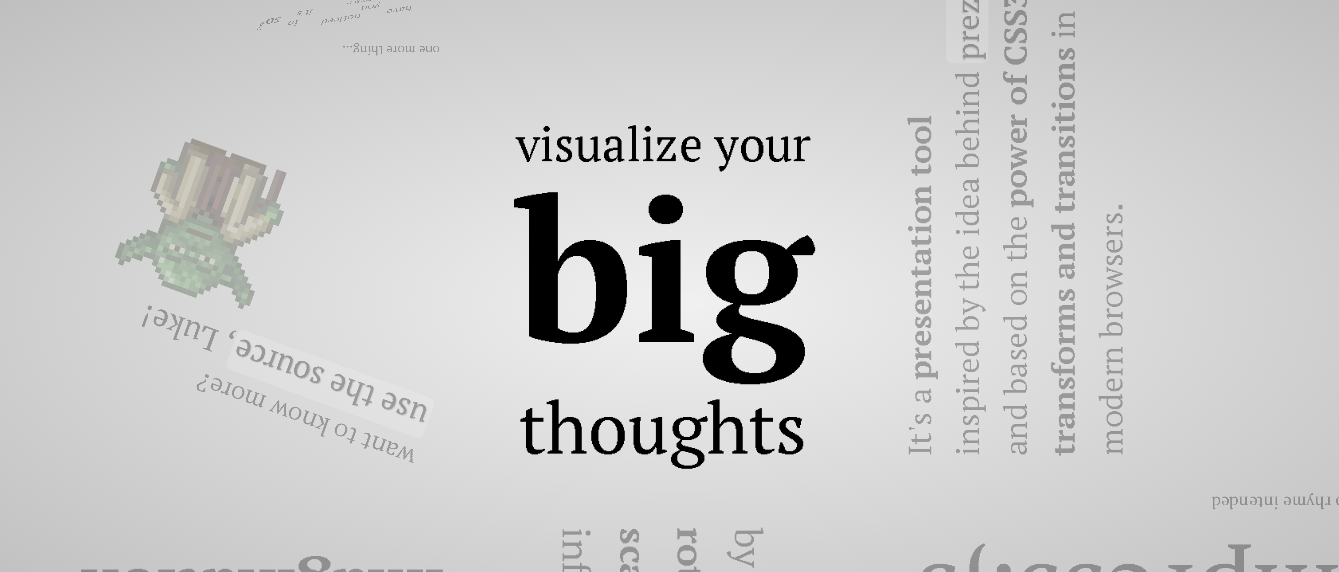
Prezentace Impress.js typicky zobrazují několik slidů současně

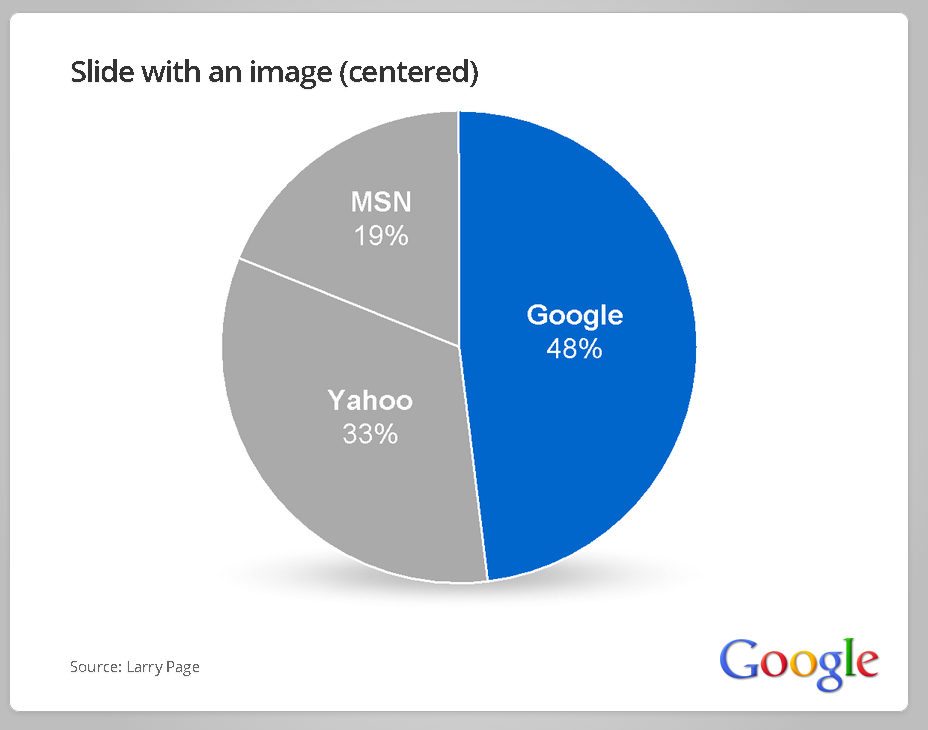
Html5Slides graf

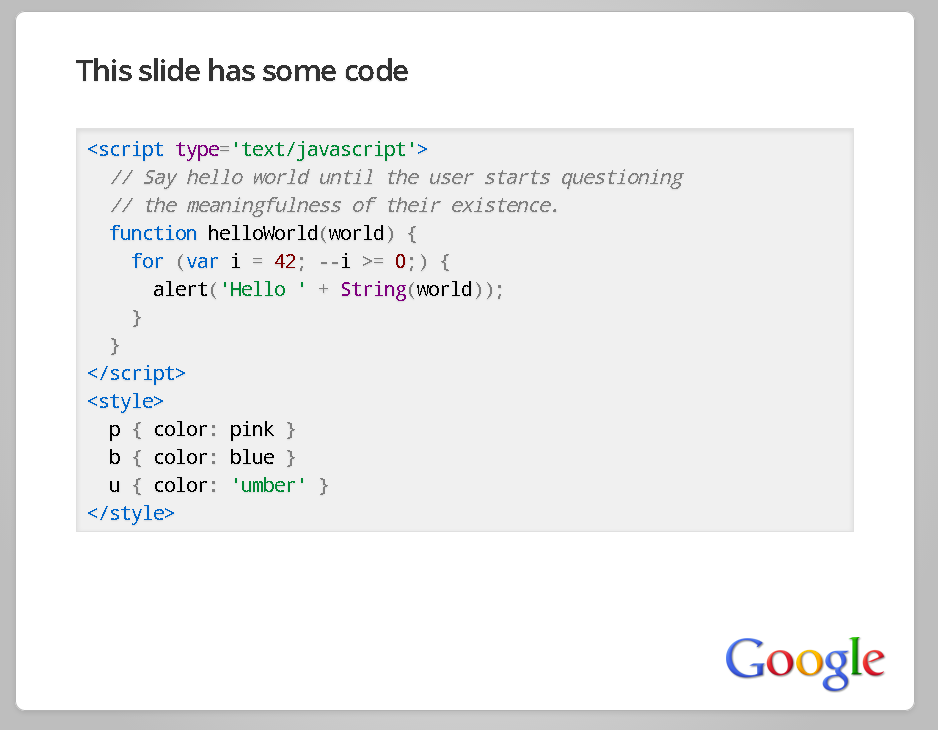
Html5Slides umožňuje snadno vkládat rozmanitý obsah, například zdrojový kód

## Prezentační prvky
Podporovány jsou všechny prvky, které je možné vložit do internetových stránek. Pro prezentace se hodí zejména:
- Texty
- Číslované i nečíslované seznamy
- Animace
- Obrázky
- Videa
- Tabulky
- Grafy
- Odkazy

## Efekty
Dostupné efekty se liší v závislosti na použitém frameworku a použitém prohlížeči. Některé prohlížeče nemusí podporovat všechny efekty nebo se mohou částečně odlišovat. Nejmenší podpora je zajištěna pro 3D efekty, které vyžadují podporu ze strany prohlížeče, není možné je emulovat.

## Tvorba prezentace
Doporučený postup pro tvorbu webové prezentace:
1. Výběr vhodné knihovny
2. Stažení knihovny
3. Nahrání na webový server
4. Tvorba slidů

Tvorba webové prezentace se může zdát složitější oproti klasickým prezentacím, avšak první tři kroky jsou nutné pouze pro vytvoření první prezentace, není nutné je opakovat.

## Frameworky
- Reveal.js
- Impress.js
- Google Slides Template
- Deck.js Archivováno 19. 2. 2012 na Wayback Machine.

## Nevýhody
Kvůli tomu, že je tvorba prezentace plně v rukou vývojáře, předpokládá se alespoň základní orientace ve webových technologiích (Html, Css, JavaScript…).
Většina frameworků nedokáže zobrazit verzi prezentace pro tisk nebo vygenerovat Pdf.